# Craven Cottage
El Craven Cottage és un estadi de futbol de la ciutat de Londres. Des del 1896 és la seu del Fulham Football Club, club de la Premier League. La seva capacitat fou recentment ampliada fins als 26.600 espectadors. Té una de les tribunes més antigues del país i és un dels estadis més bonics i tradicionals d'Anglaterra.